# سيبيانا دي كادوري

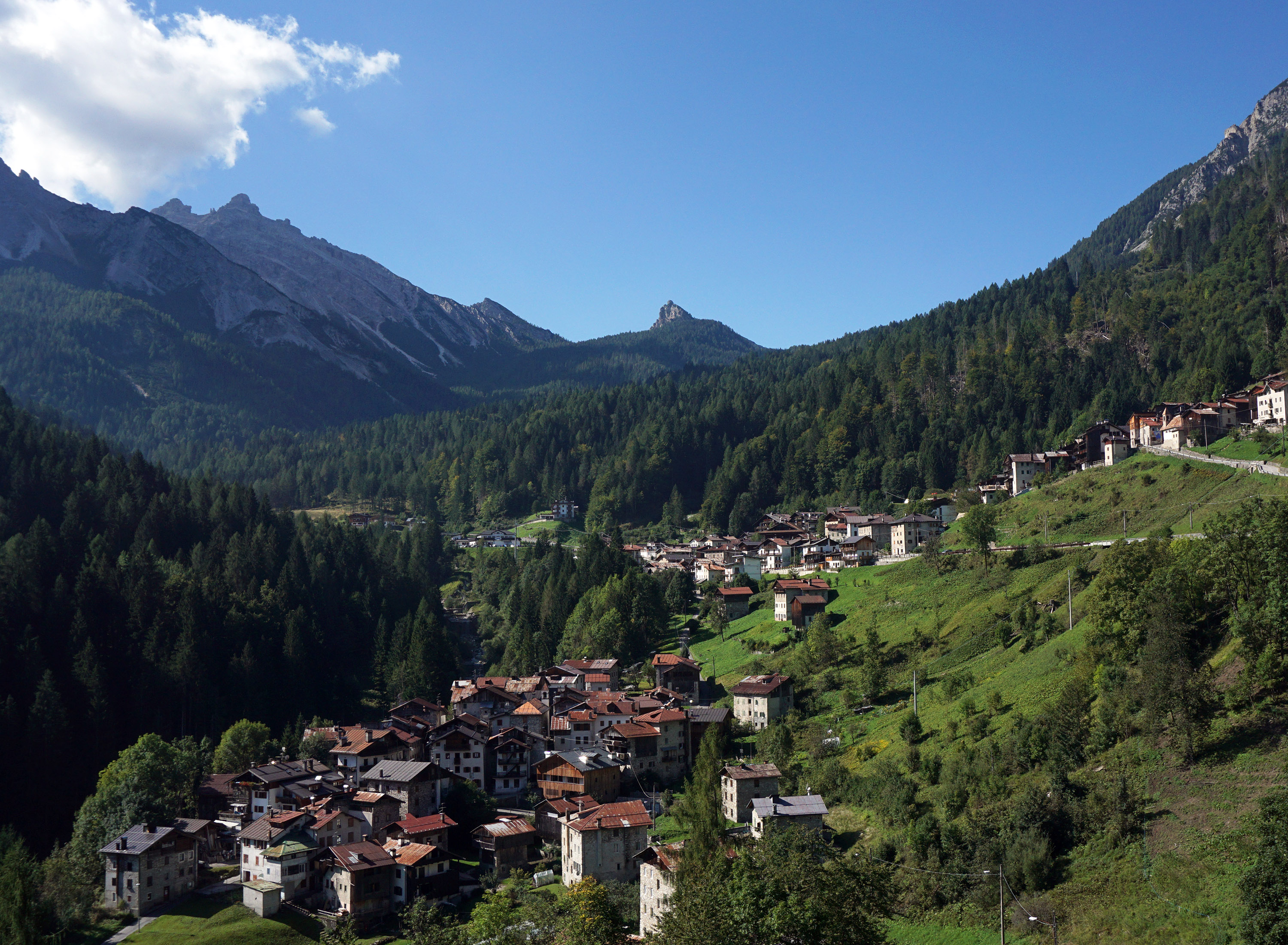
سيبيانا دي كادوري

سيبيانا دي كادوري هي بلدية تقع في مقاطعة بيلونو في منطقة فينيتو الإيطالية ، وتقع على بعد حوالي 110 كيلومتر (68 ميل) شمال البندقية وحوالي 30 كيلومتر (19 ميل) شمال بيلونو . واعتبارًا من 31 ديسمبر 2004 ، قدر عدد سكانها 454 نسمة ومساحتها 21.7 كيلومتر مربع (8.4 ميل2) . 
وتحتوي بلدية سيبيانا دي كادوري على فزاتسيوني (التقسيمات الفرعية ، القرى والنجوع بشكل اساسي : بورقت مسيرا و سيبانا دي سوتو و بينزي و ستريسي و سو قاسيا و لي نوف و كول و بين قران و ديونا.
وتقع ايضا سيبانا دي كادوري على حدود البلديات التالية: فورنو دي زولدو و اسبيتالي دي كاتوري و فيلي دي كادوري و فودو دي كادوري .